# District de Qijin

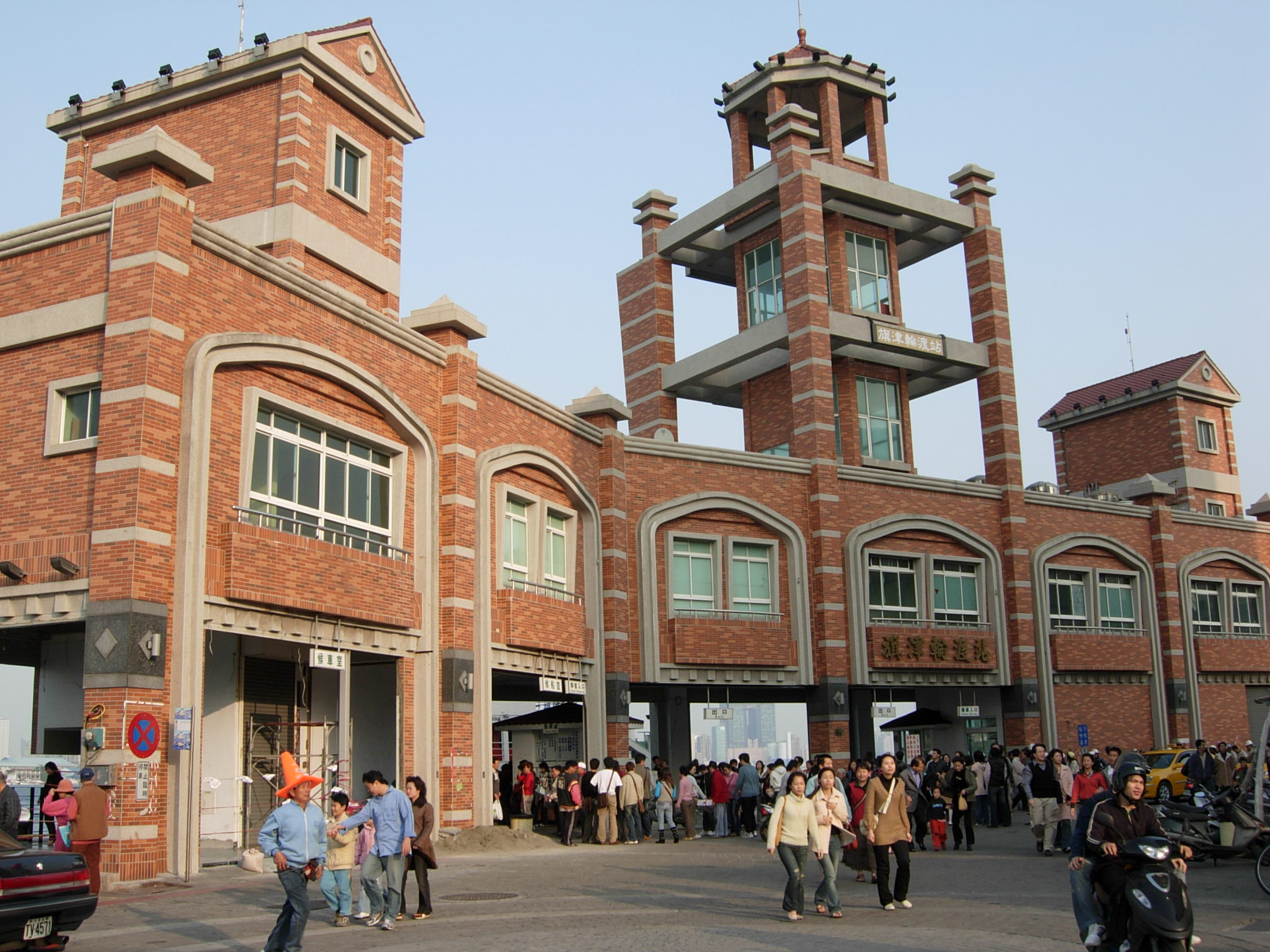
Jetée de Qijin

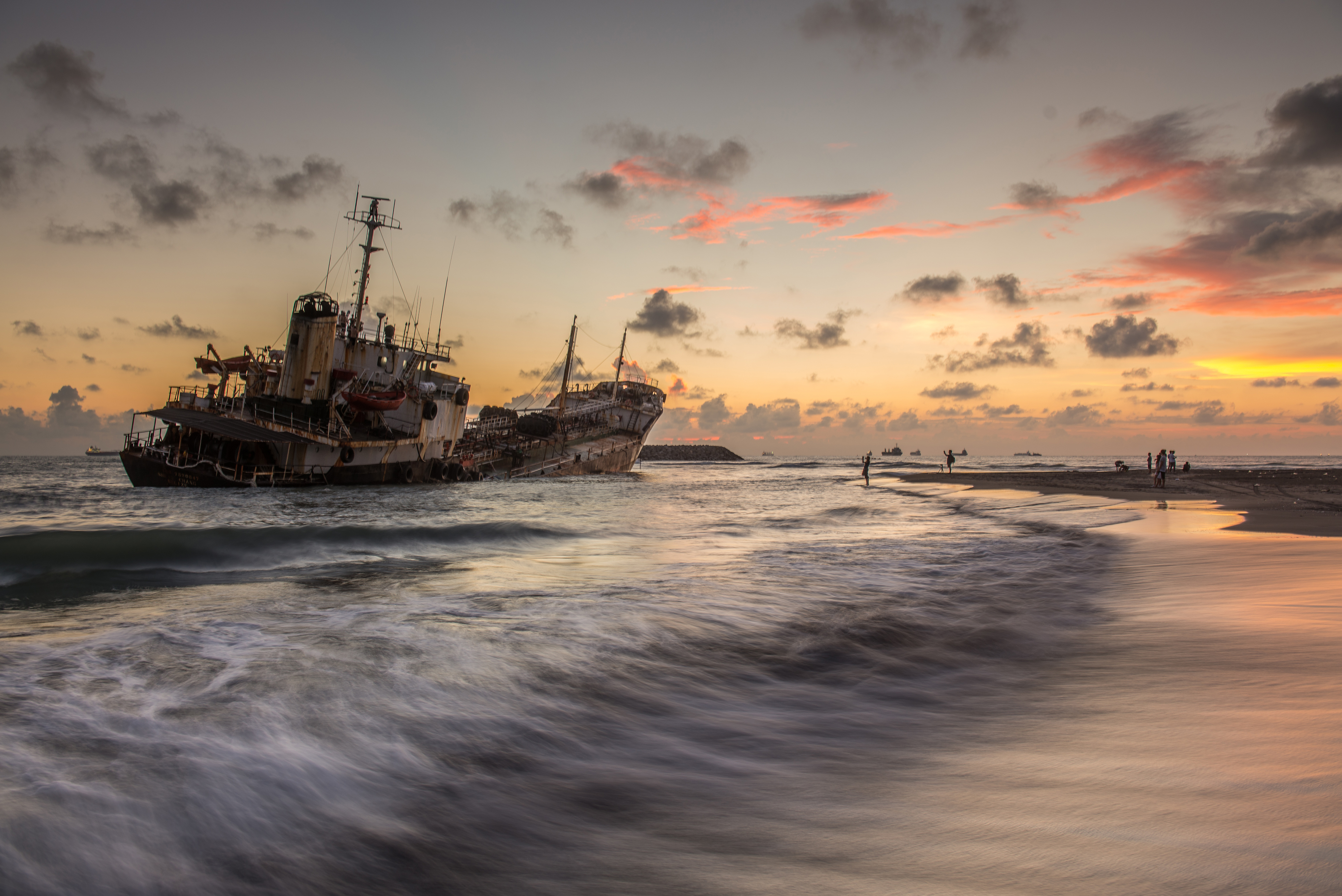
Bateau échoué sur une plage du district de Qijin. Septembre 2014.

Qinjin (chinois : 旗津區 ; pinyin : Qíjīn Qū) est un district de Kaohsiung à Taïwan, recouvrant l'île de Qijin. Il est le deuxième plus petit district de Kaohsiung après celui de Yancheng.
Qijin forme le noyau originel de la ville de Kaohsiung, qui fut établie par le pêcheur Hsu Ah-hua (徐阿華) au milieu du XVIIe siècle. Il se rendit compte de l'intérêt de ce lieu lorsqu'il fut contraint de s'abriter d'un typhon qui sévissait dans le détroit de Taiwan. Il revint avec des colons des clans Wang, Cai, Li, Bai, et Pan et en emportant une idole de la déesse chinoise de la mer, Mazu. Cette dernière fut logée dans une structure en chaume et en bambou, constituant le premier temple Chi Jin consacrée à la déesse. La ville a ensuite grandi autour de l'enceinte du temple.
L'île de Qijin était à l'origine une presqu'île reliée au continent par sa partie sud, mais ce lien a été rompu en 1967 pour créer un deuxième point d'entrée dans le Port de Kaohsiung.
Par ailleurs, le district de Qijin administre deux îles et un récif situés dans la mer de Chine méridionale:
- îles Pratas (aka Dongsha Îles)
- île Taiping
- récif Zhongzhou

Lee Chiao-Ju préside le conseil municipal du district.
La plupart de ses habitants sont employés par l'industrie du transport maritime. Il existe un parc au nord-ouest de la rive.

## Attractions touristiques
- Temple Chi Jin
- Musée des Coquillages de Qijin
- Parc éolien de Qijin
- Phare de Kaohsiung
- Fort de Qihou
- Eglise Arc-en-ciel
- Parc mémoriel de la Paix et de la Guerre et hall à thème
- Musée de l'Exploration Marine de Kaohsiung